# Франц I (герцог Саксен-Лауэнбурга)
Франц I Саксен-Лауэнбургский (нем. Franz I. von Sachsen-Lauenburg; 1510 — 19 марта 1581, Букстехуде) — герцог Саксен-Лауэнбурга.

## Биография
Франц — старший сын герцога Магнуса I Саксен-Лауэнбург-Ратцебургского и его супруги и Екатерины Брауншвейг-Вольфенбюттельской.
Придя к власти, Франц заявил о себе тем, что отказался выполнять обязанности по договорам, заключённым его отцом. Также, позднее, несмотря на приказ императора, он отказался вернуть Ратцебургскому епископству захваченное им имущество, в том числе, из церкви Святого Петра в Ратцебурге. До этого инцидента герцог, не вступивший в 1546 году в Шмалькальденский союз, был у императора Священной Римской империи на хорошем счету.
После смерти епископа Ратцебурга Георга фон Блументаля Франц безуспешно пытался добиться избрания своего девятилетнего сына Магнуса на эту должность. Вслед за этим герцог пригласил к себе наёмные войска Фольрада фон Мансфельда, несмотря на предупреждения Генриха Брауншвейгского. 23 мая 1552 года войска Мансфельда разграбили Ратцебургский собор. Мансфельд оставался в Ратцебурге два месяца и согласился не сжигать собор за четыре тысячи талеров, которые каноники одолжили под залог части имущества монастыря у бургомистра Любека.
В 1568 году сын Франца Магнус II женился на шведской принцессе Софии, к этому времени герцогство Саксен-Лауэнбург находилось в плачевном состоянии. Франц I был вынужден заложить большинство своих замков и владений. За 100 тысяч шведского приданого ему удалось вернуть часть заложенного имущества.
15 января 1571 года Франц отрёкся в пользу сына Франца. Весной 1571 года сын Франца Магнус II оккупировал Ратцебург, Франц I в Люнебурге подписал договор, по которому Саксен-Лауэнбург отошёл Магнусу, а остальные наследники получали денежное возмещение. Магнус пообещал взять на себя все долги, но в конечном итоге своими жестокими методами и отказом от погашения долгов восстановил против себя всех. Франц II ходатайствовал у императора о расследовании, собрал войска и попытался арестовать Магнуса в Ратцебурге, но тому удалось бежать в Данненберг.
В 1574 году Франц I вернул себе власть в Саксен-Лауэнбурге, а Франц II отправился служить в Нидерланды. Магнус II не имел поддержки и не сумел вернуться к власти в герцогстве.
После смерти Франца I братья правили в Саксен-Лауэнбурге совместно. В 1588 году Франц II запросил ордер на арест брата и с тех пор правил в герцогстве единолично.

## Потомки
8 февраля 1540 года в Дрездене Франц I женился на Сибилле Саксонской, дочери Генриха Саксонского и Катарины Мекленбургской. В этом браке родились:
- Альбрехт (1542—1544) — умер в младенчестве;
- Доротея[нем.] (11 марта 1543 — 5 апреля 1586), была замужем за Вольфгангом, герцогом Брауншвейг-Грубенгагенским;
- Магнус (1543 — 14 мая 1603), был женат на Софии Шведской;
- Урсула[нем.] (1545 — 22 октября 1620), была замужем за Генрихом III, герцогом Брауншвейг-Люнебургским;
- Франц (10 августа 1547 — 2 июля 1619), в первом браке был женат на Маргарите Вольгаст-Померанской, во втором — на Марии Брауншвейг-Вольфенбюттельской;
- Генрих[нем.] (1 ноября 1550 — 22 апреля 1585), князь-епископ Бремена с 1567 по 1585 годы (как Генрих III), князь-епископ Оснабрюка с 1574 по 1585 годы (как Генрих II) и князь-епископ Падерборна с 1577 по 1585 годы (как Генрих I). Был женат на Анне фон Бройх;
- Мориц (1551 — 2 ноября 1612), в 1581 году вступил в брак с Катариной фон Шпёрк, в 1582 году развёлся с ней;
- Сидония Екатерина[болг.] (? — 1594), в первом браке была замужем за Венцелем III Адамом, герцогом Тешинским, во втором — за Эммерихом III Форгахом;
- Фридрих[нем.] (1554—1586), священник.